# Staffelzins
Der Staffelzins (auch Stufenzins genannt) bezeichnet einen nach bestimmten Kriterien gestaffelten Zinssatz.

## Arten

### Zeitlich gestaffelter Zins
Bei Produkten mit zeitlich gestaffelten Zinsen verändert sich der Zinssatz während der Laufzeit; meist steigt er dabei jährlich oder nach mehreren Jahren an. Sofern es sich um Wertpapiere handelt, spricht man von Stufenzinsanleihen.
Diese Form wird von Banken bei langfristigen Kundeneinlagen angeboten. Das bekannteste Beispiel hierfür ist der Bundesschatzbrief von der Bundesfinanzagentur. Weitere Beispiele sind Zuwachssparen oder Wachstumssparen, die von verschiedenen Sparkassen angeboten werden. Darüber hinaus werden zeitlich gestaffelte Zinsen vor allem von Volks- und Raiffeisenbanken bei Zertifikaten eingesetzt.
Bei Kreditverträgen werden zeitlich gestaffelte Zinsen dagegen eher selten eingesetzt. Ein Beispiel für einen zeitlich gestaffelten Zins bei Krediten ist das Programm ERP-Kapital für Gründung der KfW-Bankengruppe.

### Betragsmäßig gestaffelter Zins
Bei betragsmäßig gestaffelten Zinsen verändert sich der Zinssatz in Abhängigkeit vom Anlagebetrag.
Bei Tagesgeldkonten wird von Banken oft ein nach Anlagebetrag gestaffelter Zins eingesetzt. Hierbei sinken die Zinsen in der Regel in Stufen mit ansteigender Einlagensumme. Daneben existieren auch Produkte, bei denen der Zinssatz mit steigender Einlagensumme ansteigt.
Beim Erreichen der Schwelle kann der dann gültige Zinssatz entweder für den gesamten Anlagebetrag gelten oder nur für den Teil der Anlage, welcher den Schwellenwert überschreitet.